# خورشیدگرفتگی ۲۰ اوت ۱۹۵۲
خورشیدگرفتگی ۲۰ اوت ۱۹۵۲ (به انگلیسی: Solar eclipse of August 20, 1952) یک خورشیدگرفتگی از نوع خورشیدگرفتگی حلقه‌ای است. این خورشیدگرفتگی در تاریخ ۲۰ اوت ۱۹۵۲ میلادی (‎۲۹ مرداد ۱۳۳۱ خورشیدی) روی داد که زمان اوج آن، ساعت ۱۵:۱۳:۳۵ به‌وقت ساعت هماهنگ جهانی بوده‌است. مدت زمان و طول این خورشیدگرفتگی ۶ دقیقه و ۴۰ ثانیه بود.